# 西班牙共产主义工人党
西班牙共产主义工人党（西班牙语：Partido Comunista Obrero Español）是西班牙的一个较小的共产主义政党。该党成立于1973年，由当时西班牙共产党内反对欧洲共产主义的一派组建，创始人是恩里克·利斯特。该党的意识形态是共产主义、马克思列宁主义、反修正主义、反法西斯主义、共和主义。该党的政治立场是极左翼。该党的青年翼是西班牙共产主义青年联合会。该党出版刊物《社会主义理论与分析》。该党曾派代表出席国际共产主义研讨会。